# داريل بورغس
داريل بورغس (بالإنجليزية: Daryl Burgess)‏ (24 يناير 1971 ببرمنغهام في المملكة المتحدة - ) هو لاعب كرة قدم بريطاني في مركز الدفاع. لعب مع نادي روتشديل ونادي نورثامبتون تاون ووست بروميتش ألبيون ونادي كيدرمينستر هاريرز لكرة القدم ونونيتون بورو ‏ وبرومزغروف روفرز ‏.

## وصلات خارجية
- داريل بورغس على موقع قاعدة بيانات كرة القدم.إي يو (الإنجليزية)
- داريل بورغس على موقع Soccerbase.com (لاعب) (الإنجليزية)